# 山梨県道510号桑西下真木線

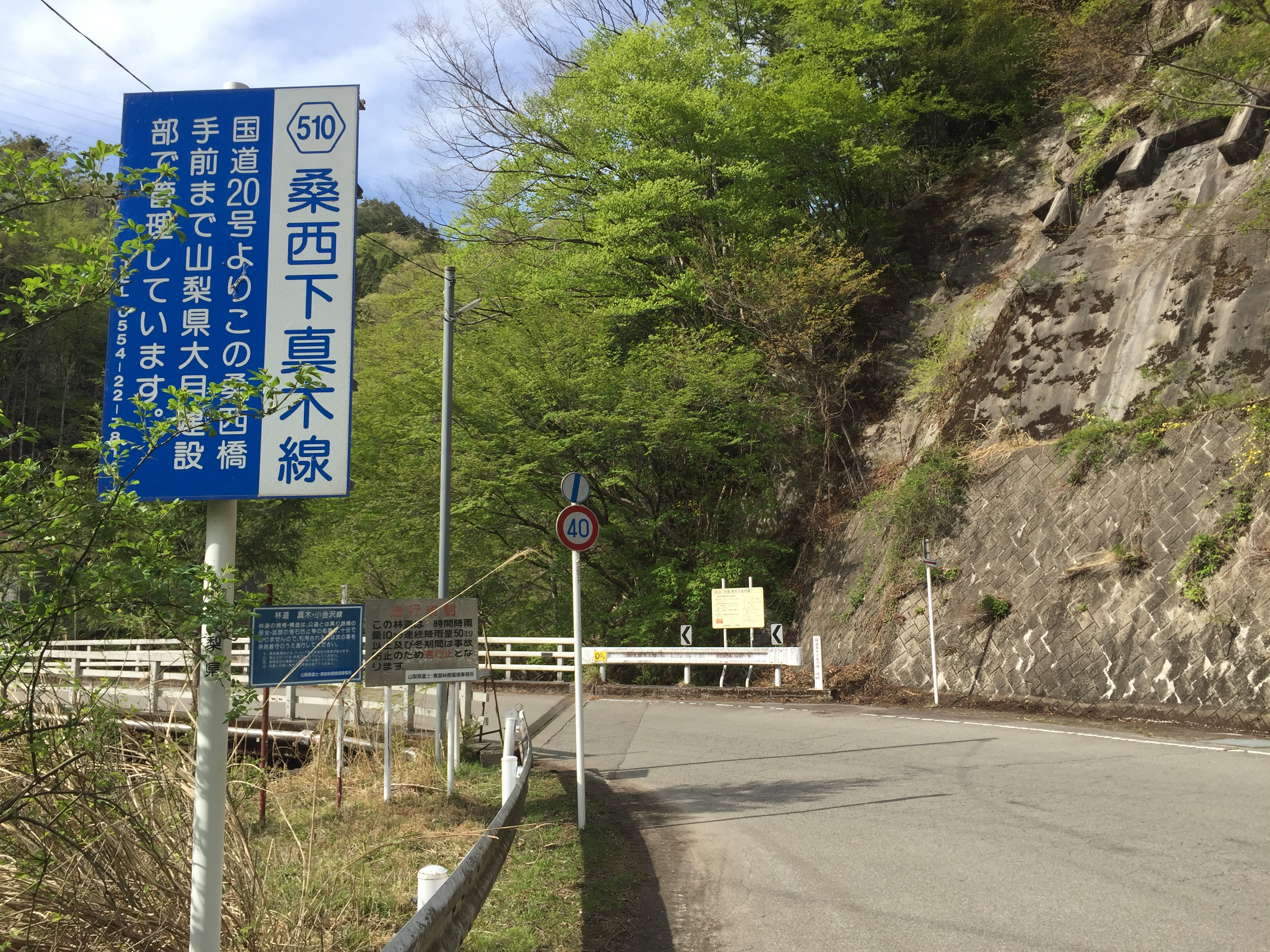
山梨県道510号起点標示（大月市大月町真木・ハマイババス停付近）

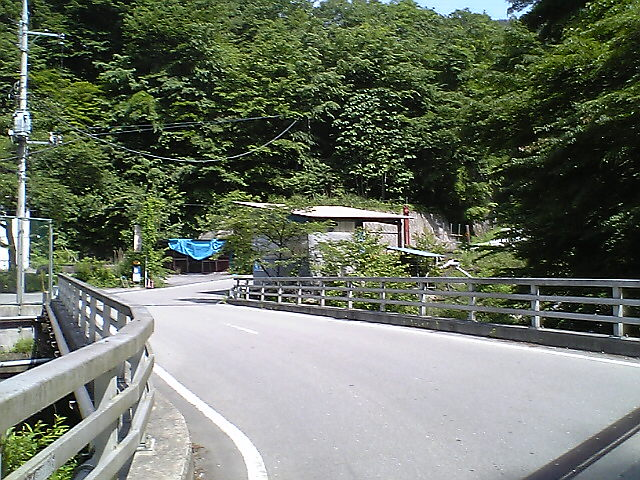
起点付近（2007年6月）

山梨県道510号桑西下真木線（やまなしけんどう510ごう くわにししもまぎせん）は、山梨県大月市を起点・終点とする一般県道である。

## 概要

### 路線データ
- 起点：山梨県大月市
- 終点：山梨県大月市大月町真木（真木交差点＝国道20号交点）

## 通過する自治体
- 山梨県大月市

## 交差・接続する道路
- 国道20号（大月市大月町真木・真木交差点）

## 周辺
- 真木郵便局
- 真木温泉
- 大月市立大月西小学校